# Капуя, Томмазо да

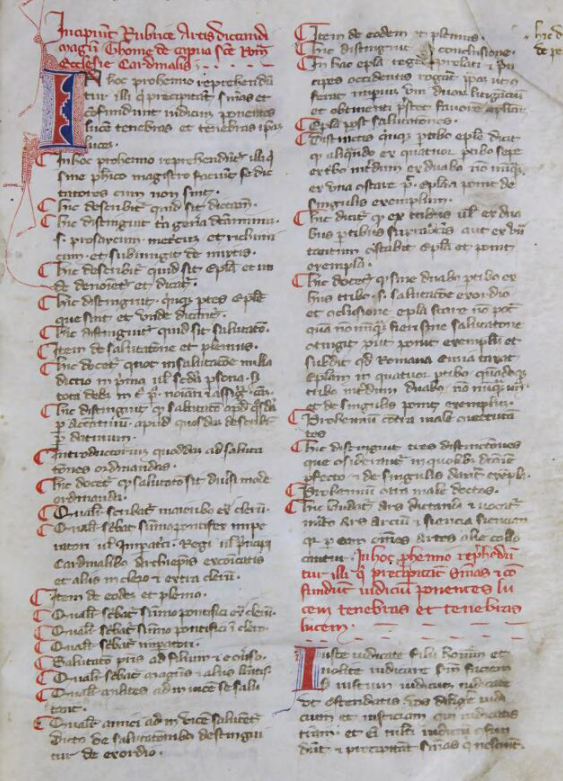

Томазо да Капуя (Tommaso Da Capua, также известный как Tommaso del Vescovo, Maître Thomasius, Thomas de Episcopo Capuanus) — католический церковный деятель XIII века. На консистории в первой половине 1216 года был провозглашен кардиналом-дьяконом с титулом церкви Санта-Мария-ин-Виа-Лата. В 13 июня 1216 году стал кардиналом-священником с титулом церкви Санта-Сабина. Участвовал в выборах папы 1216 (Гонорий III), 1227 (Григорий IX), 1241 (Целестин IV) и 1243 (Иннокентий IV) годов.